# Blåbärholm, Korpo
Blåbärholm är en ö i Finland. Den ligger i Skärgårdshavet och i kommunen Pargas i den ekonomiska regionen  Åboland i landskapet Egentliga Finland, i den sydvästra delen av landet. Ön ligger omkring 47 kilometer sydväst om Åbo och omkring 190 kilometer väster om Helsingfors. 
Öns area är 6,5 hektar och dess största längd är 280 meter i sydväst-nordöstlig riktning. I omgivningarna runt Blåbärholm växer i huvudsak barrskog. Runt Blåbärholm är det mycket glesbefolkat, med 7 invånare per kvadratkilometer. Närmaste större samhälle är Nagu, 17,9 km öster om Blåbärholm.